# Olivier Delorme

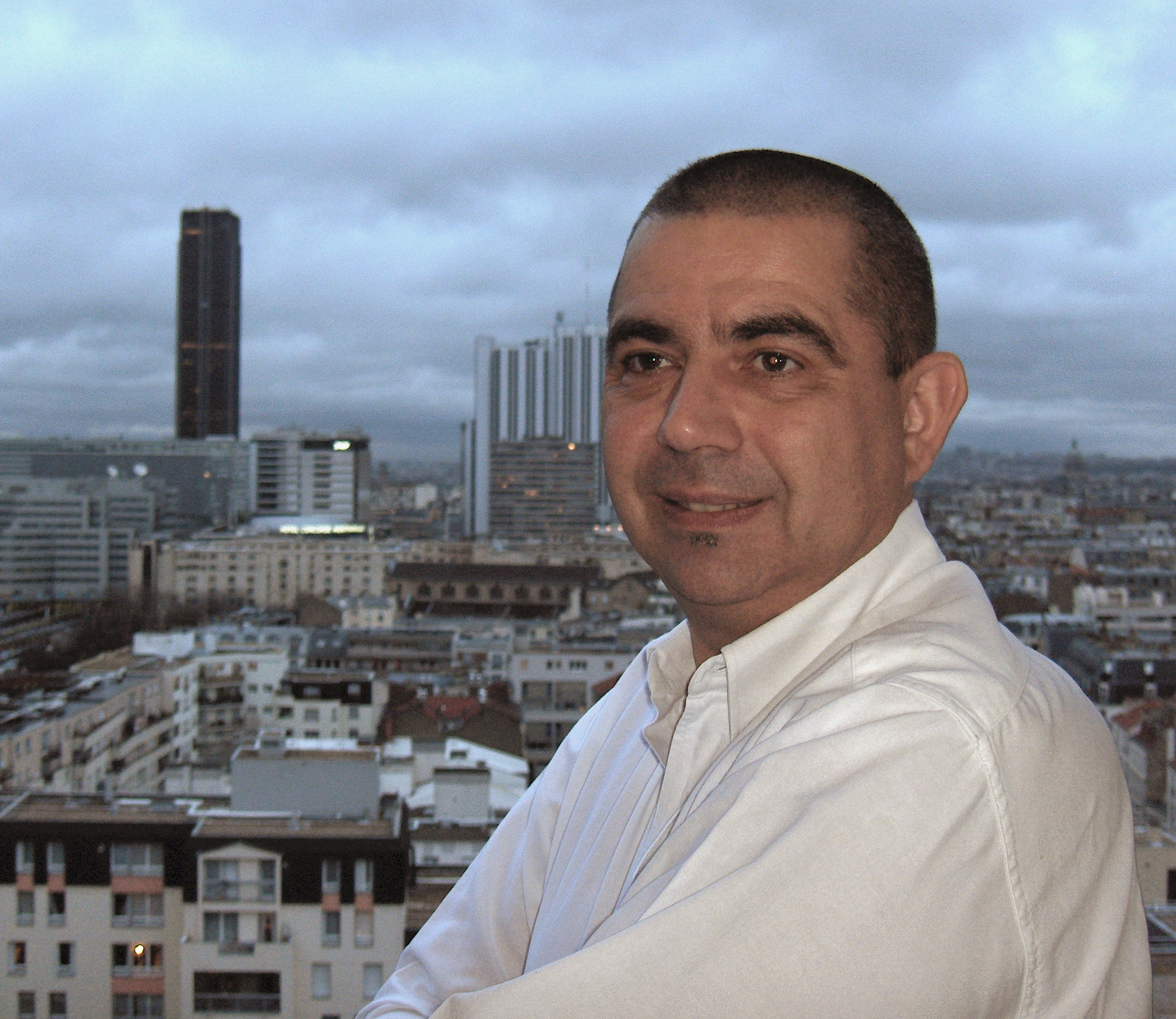
Olivier Delorme (2007)

Olivier Delorme (* 14. März 1958 in Chalon-sur-Saône) ist ein französischer Schriftsteller.

## Leben
Nach der Schulzeit in Chalon-sur-Saône begann Delorme schriftstellerisch tätig zu werden. Er ist der Verfasser mehrerer Romane.

## Werke (Auswahl)
- Les Ombres du levant, Roman
- Le Plongeon, Roman, 2002
- Le Château du silence, Roman, 2003
- La Quatrième Révélation , Roman, 2005
- L'Or d'Alexandre, Roman, 2008